# 金钟罩 (微信小程序)
金钟罩是由深圳市木樨地文化传播有限公司旗下的终结诈骗服务平台开发的一款微信小程序，在部分城市均有志愿者、民警等人来进行推广 ，该小程序只要先关注该服务号并打开这个小程序进行注册，并且在注册后在接到诈骗电话等情况时推送相关信息。